# 海牙畫派

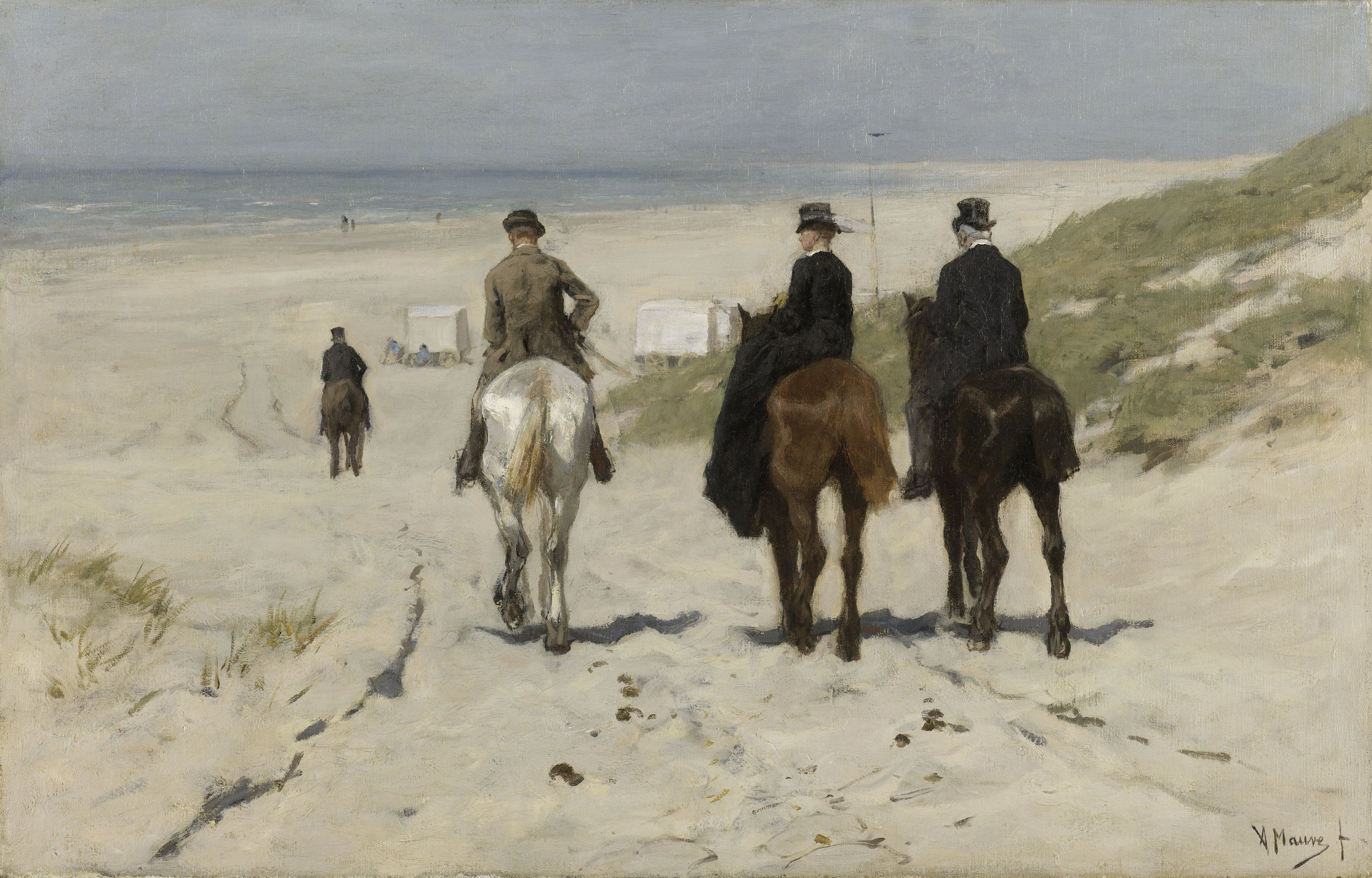
《騎馬走在早晨的沙灘上》，安東·莫夫繪于1876年，阿姆斯特丹國家博物館

海牙畫派是1860年至1890年間活躍于海牙的一個藝術家團體，其風格主要受法國巴比松派的影響，以現實主義的筆觸繪製自然風景。該派畫家的畫風色調陰鬱，因此又被叫做“Gray School”（灰色畫派）。但是在受到法國印象派的影響之後，其色調開始變得鮮明起來，在老一輩人物如約瑟夫·以色列和安東·莫夫等淡出之後，新的海牙畫派畫家聚集在阿姆斯特丹，形成了阿姆斯特丹印象派。